# 絶対音感
絶対音感（ぜったいおんかん、英語：Absolute pitch）は、ある音（純音および楽音）を単独に聴いたときに、その音の高さ（音高）を絶対的に認識する能力である。相対的な音程で音の高さを認識する相対音感に対して、音高自体に対する直接的な認識力を「絶対音感」と呼ぶ。

## 概要
人間は誰しも大幅に音高が異ればこれを区別することができる。例えばソプラノ歌手の歌声が高い、コントラバスの音が低い、というような大まかな音域については誰でも言い当てることができるのであって、そういう意味の「絶対的音感」は程度の差はあれ誰もが持っている。ただし、この程度のものは「絶対音感」と呼ばれることはない。
一般に人は音高を漠然と上下方向の高さ（トーン・ハイト）でしか把握できないのに対し、絶対音感保持者は音高を、トーン・ハイト＋トーン・クロマ（音名に対応する特有の響き）で捉えていると考えられる。
従って、「絶対音感」は、特に「音高を音名で言い当てる能力」の意味に限定して捉えられている（この場合、西洋音楽でかつ十二平均律による音高ということが暗黙の前提となっている）。ただし、その場合も必ずしも機械のように「完全」な精度を持っているとは限らず、その能力の範囲に当てはまる絶対音感保有者の中でも高精度な者も、より精度が落ちる絶対音感保有者もおり、精度そのものは個人差がある。
絶対音感能力を持つ人は、日常生活で耳にするサイレンやクラクションなどについても音高を（CDE、ドレミ…などの音名で）認知できることがあるが、一般にピアノの場合と比して正確に認知出来ないことが知られている。実験において、ピアノで発生させた音を当てようとした場合は94.9％の確度で当てられる絶対音感所有者のグループが、電子的に作った純音で同じ実験を行った場合、正解率が74.4％程度に落ちたという。
一点イ音（A音）=440ヘルツと定義されたのは1939年5月にロンドンで開催された標準高度の国際会議であり、それ以前は各国によって基準となる音高は一定していなかった。また同じ国でも時代によってチューニングは変わっており、18～19世紀頃は概ね422～445ヘルツと大雑把なものであった。
現代においては、1939年に基準とされたよりもやや高いA=442～444ヘルツで演奏されることが多い。20世紀初めの古い録音では標準音が435ヘルツのオーケストラもあった。
（詳しくは演奏会におけるピッチを参照）
1845年にオランダのユトレヒトで行われた、ドップラー効果を実証する実験では、走行中の列車で複数の奏者にトランペットを演奏させ、それを地上にいる絶対音感を持った複数の音楽家に聴かせた。
あるとき、カール・ベームが『ニュルンベルクのマイスタージンガー』を当時広まり始めた高めのピッチで演奏した際、それを聴いていたリヒャルト・シュトラウスは「あなたは何故あの前奏曲をハ長調でなく嬰ハ長調で演奏したのですか?」と述べた、という話が伝わっている。
新潟大学脳研究所統合脳機能研究センターなどの研究グループは、絶対音感がある人の音の処理は、脳の聴覚野で左半球が優位であったことを脳波から解明し、左半球が担う言語処理との関わりを推定している。
先天的素養や幼少期の経験によって獲得できるといった見解が支持されがちであるが、成人も習得できるという報告もある。

## 絶対音感の上限
発振器を用いた実験によると、絶対音感という感覚は、およそ 4 kHz 以下の領域でのみ成立することがわかっている。すなわち、およそ 4 kHz が絶対音感の上限であり、この上限を超えた周波数の音はどれを聞いても同じような音名に聞こえてしまう。面白いことに、絶対音感の上限が左右の耳で異なっている人もいる。

## 「絶対音感」の保持者の特徴
12音につき鋭敏な絶対音感を持つ人は、次のことが、基準音を与えられずにできる。
- 様々な楽音やそれに近い一般の音に対して音名を答える。
- 和音の構成音に対して音名を答える。

絶対音感の保持者にはある特定の楽器をやっている、もしくはやっていた人が多いが、声楽系には非常に少ない。
また、絶対音感保持者は、次のようなことをする際にも、絶対音感を保持しない人より容易にできる。
- 耳で知っているだけの曲を楽譜なしで正確に楽器で再現する。
- 早く12音音楽や無調音楽などのソルフェージュができる。
- 無調の聴音で一個ぐらいずれても、すぐに途中から正しい音高に持っていく。

一方で、人によっては次のような不便さを感じる場合がある。
- 移調楽器や現在の基準音（A=440～442）に設定されていない楽器（古楽器等）を演奏する場合、鳴っている音と譜面の音が一致していないと感じてしまい、演奏に抵抗を感じることがある。
- 異なった音律や音楽理論の楽音を近似して記譜された場合にズレていると感じる。
- 移動ド唱法で歌うことや移調して歌うことを苦手とする場合がある。
- 咳止め薬（ベンプロペリンリン酸塩製剤）や抗てんかん（癲癇）薬（カルバマゼピン製剤）の副作用による音感異常で、非常に不快感を覚えることがある。
- 調性音楽の分析の際に旋律や和音の機能がわからなくなり各音の役割による表情が付けにくくなる。

プロの音楽家だからといって、絶対音感があるかというとそうではなく、相対音感だけを持っている人がほとんどである。通常、ピアノなどは若干高めにチューニングされているが、プロの音楽家でも違いを聞き取れる人はほとんどいない。

## 「絶対音感」の有益性
絶対音感を身につけると、音楽を学んだり楽器を演奏したりする際に有利であると言われる。たとえばピアノのような演奏すべき音符が絶対的に多い楽器では、絶対音感があると曲に習熟すると同時に暗譜が成立し、しかも音が頭の中に入っていればキーを見失うことなく反射的に正確に打鍵できるので、技術的に非常に有利である。
一方で、限定的な「絶対音感」、すなわち現行の基準音A=440～442Hzの平均律のみに対応する絶対音感で、なおかつ相対音感が発達していない場合、現行の基準音A=440=442に依る音高の把握ばかりが勝ってしまい、上述したように、基準音の異なる楽器との演奏に支障を来たすなど、弊害も生じる。
ヴァイオリニストの千住真理子は、基準音が440Hzでも445Hzでも違和感や不快感を覚えたことはなく、また、無伴奏で演奏する際は作曲者によって基準音を使い分け、重音を弾く際には3度音程の取り方を平均律とは変えていると証言している。

## 「絶対音感」に対する誤解
心理学者の宮崎謙一は、「絶対音感を巡る誤解」『日本音響学会誌』 69(10), 562-569 (2013)の中で次のように述べている。
絶対音感に対応する英語のabsolute pitchということばはどちらかというと学術的な用語であるが，英語圏ではその同義語としてperfect pitchということばが広く用いられていて， こちらの方が一般の人々にはよく知られている。 絶対音感が完ぺきな素晴らしい音感として理解されている。日本では 完ぺき音感という同義語はないが，絶対音感の「絶対が，絶対的に（ほかに 比べるものがないほどに） 素晴らしいという意味で受け取られることが多く， 一般に理解されている絶対音感と英語のperfect pitchの意味はほぼ重なる。 しかし学術用語としての絶対音感の絶対（ absolute） は， 他と比較することなしにという操作的な意味を表しているだけであり， 特別に素晴らしいとか 完ぺきなとかいう価値的な意味は含んでいない。

## 日本における西洋音楽演奏者と絶対音感
日本において、絶対音感の強い者の多くは、固定ド唱法（調にかかわらず「ド」をCまたはC#、C♭に固定して歌う音名唱法。調の主音を「ド」とする（長調の場合）のが移動ド唱法である）で旋律を捉えることが多い。
ただし、絶対音感保有者の中でも得手不得手の音高、音域、楽器の種類など様々なタイプが存在する。

## 日本での受容
1933年（昭和8年）、園田清秀がピアノで小児への早期教育を実施。1939年（昭和14年）頃、ピアニスト笈田光吉の呼びかけに軍人が全国民が飛行機など機械音に敏感になるため普及活動を展開。一部の音楽家は反対するも大日本帝国海軍の対潜水艦戦教育、大日本帝国陸軍の防空教育で採用されたが、1944年（昭和19年）には中止されたという。